# Finder (comics)
 (janvier 2018).
Si vous disposez d'ouvrages ou d'articles de référence ou si vous connaissez des sites web de qualité traitant du thème abordé ici, merci de compléter l'article en donnant les références utiles à sa vérifiabilité et en les liant à la section « Notes et références ».
Finder est une série de bandes dessinées écrite et dessinée par Carla Speed McNeil, publiée par Dark Horse Comics. La mise en scène est du genre science-fiction. La série a reçu plusieurs prix.
L’histoire se déroule sur une Terre loin dans le futur, et peut-être aussi dans un univers aléatoire. La plupart des gens vivent dans des coupoles immenses, mais quelques tribus restent en dehors. Il y a, bien sûr, des humains, mais aussi les Laeskes, une espèce de dinosaures intelligents, les constructions et les Nyima, une race lionnesque.
Le personnage principal est Jaeger, un « Finder », membre d’un société des éclaireurs. Il possède une capacité bizarre de se remettre rapidement.
Les autres personnages incluent :
- Vary Krishna, archéologue et prostituée ;
- Brigham Grosvenor, ancien soldat ;
- Marcie Lockhart, sa fille ;
- Magri White, artiste des jeux vidéo ;
- et plusieurs autres.

Les allusions et influences de l’auteur incluent Mœbius, Ursula Le Guin et Hayao Miyazaki.